# Novembro Azul

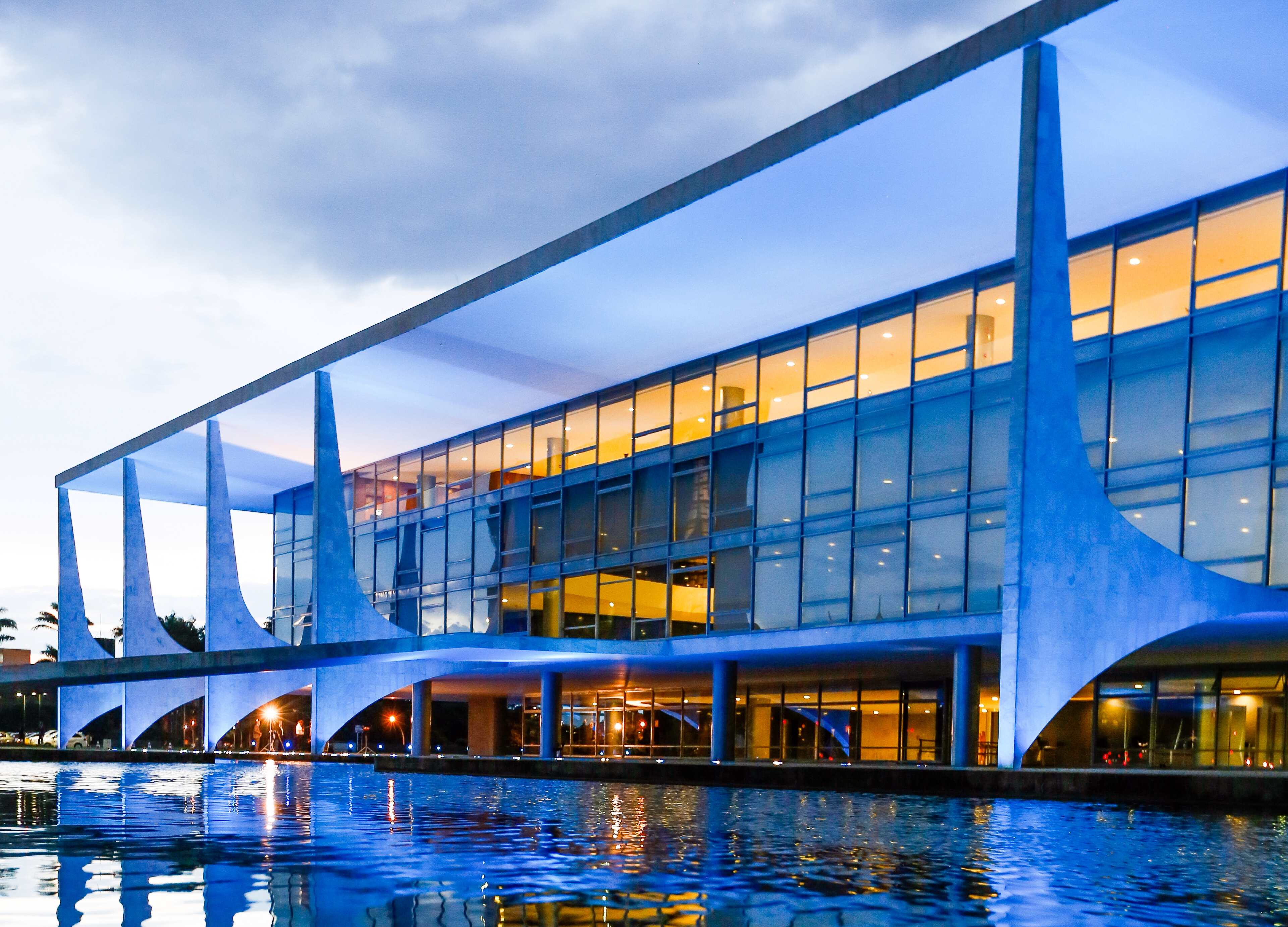
Palácio do Planalto decorado em alusão ao Novembro Azul.

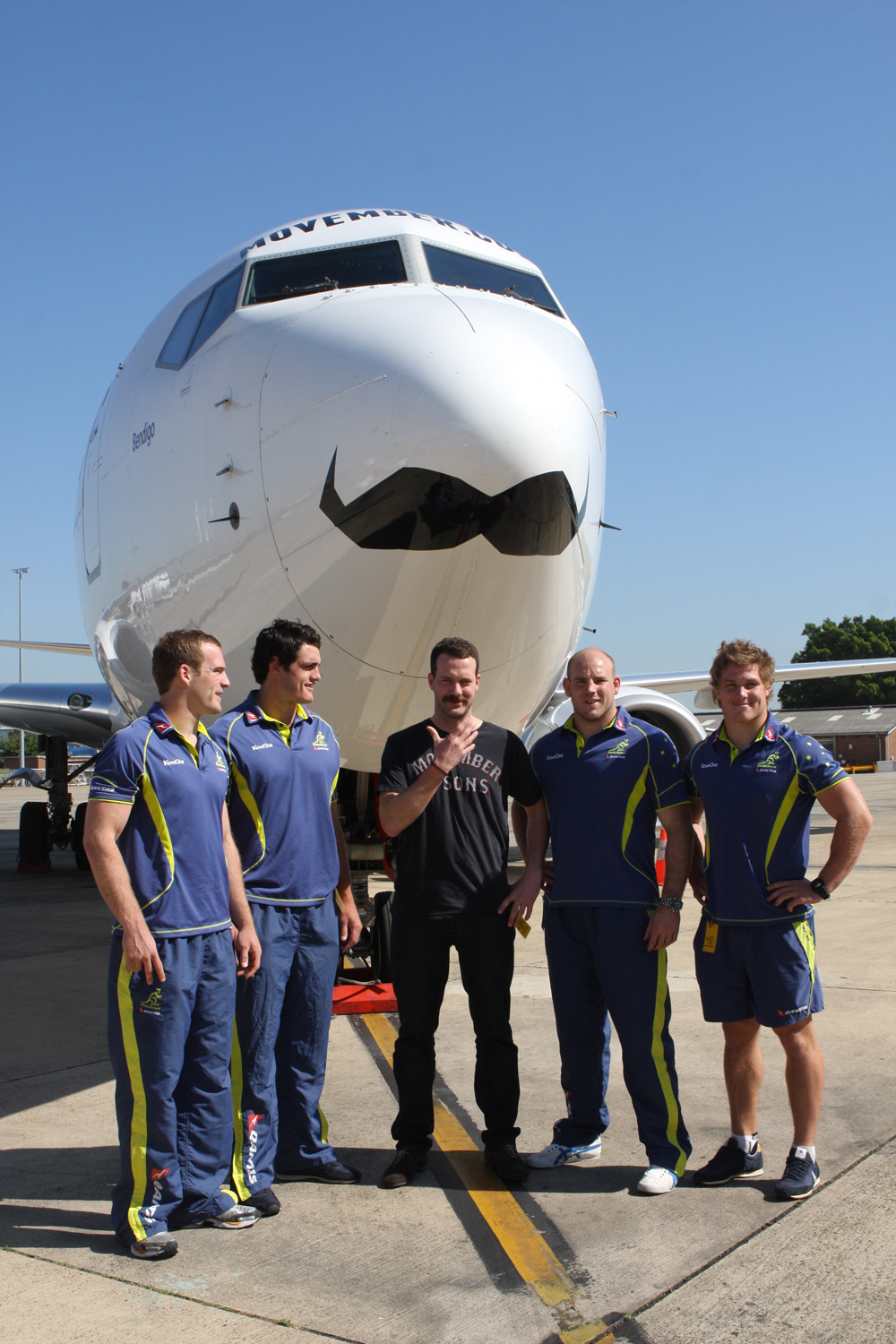
Os membros da Seleção Australiana de Rugby Union ostentando bigodes na inauguração de um Boeing 737 promocionalmente decorado para a campanha, em 2011.

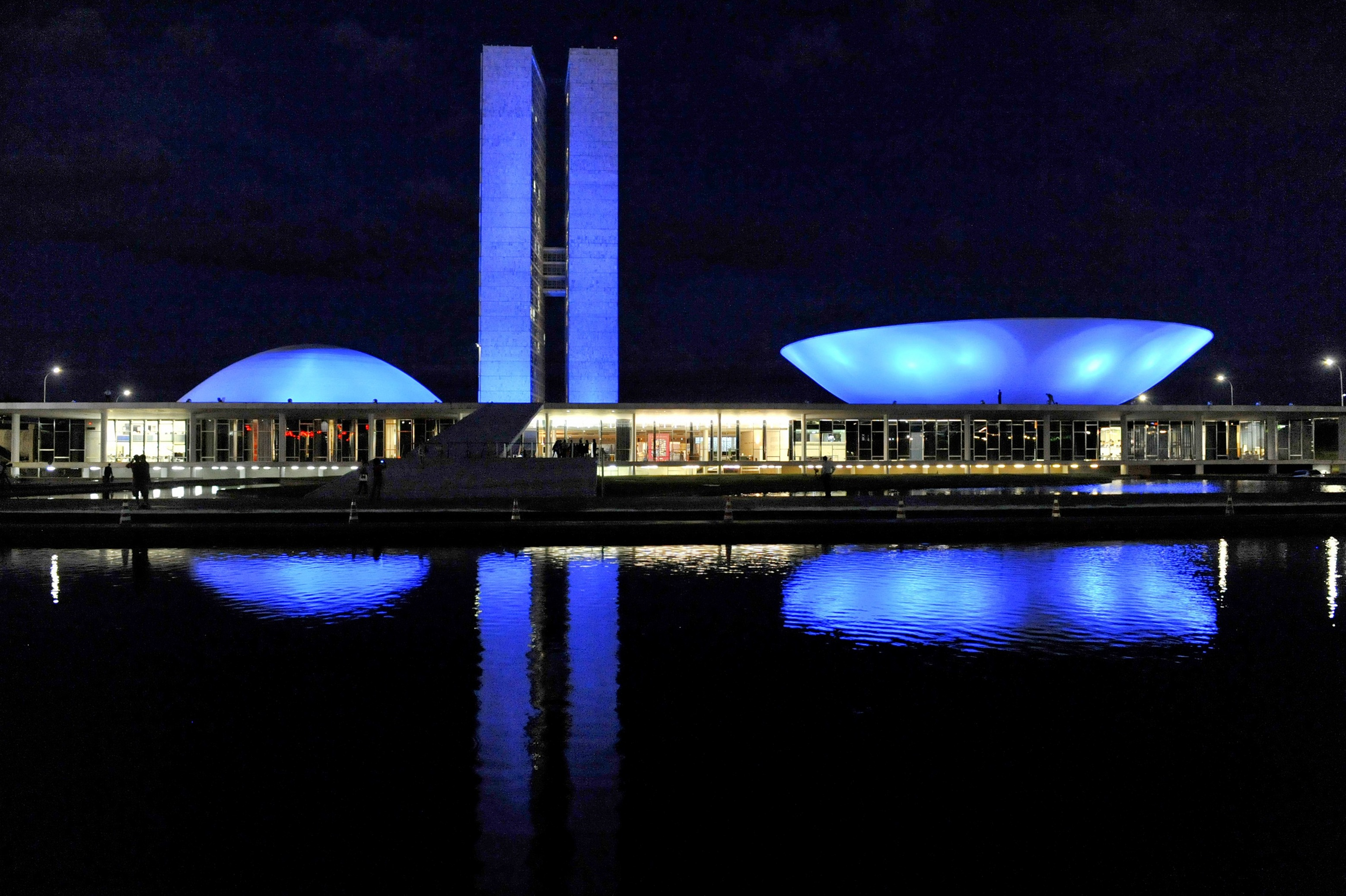
Novembro Azul

O Novembro Azul é uma campanha de conscientização realizada por diversas entidades no mês de novembro dirigida à sociedade e, em especial, aos homens, para conscientização a respeito de doenças masculinas, com ênfase na prevenção e no diagnóstico precoce do câncer de próstata.

## Origem
O movimento surgiu na Austrália, em 2003, chamado Movember, aproveitando as comemorações do Dia Mundial de Combate ao Câncer de Próstata, realizado no dia 17 de novembro.
Em vários países, o Movember é mais do que uma simples campanha de conscientização. Há reuniões entre os homens com o cultivo de bigodes cheios, símbolo da campanha, onde são debatidos, além do câncer de próstata, outras doenças como o câncer de testículo, depressão masculina, cultivo da saúde do homem, entre outros.

## Brasil
No Brasil, o Novembro Azul foi criado pelo Instituto Lado a Lado pela Vida, com o objetivo de quebrar o preconceito masculino de ir ao médico e, quando necessário, fazer o exame de toque, e obteve ampla divulgação. Em 2014, o Instituto realizou 2.200 ações em todo o Brasil, com a iluminação de pontos turísticos (como Cristo Redentor, Congresso Nacional, Teatro Amazonas, Monumento às Bandeiras), adesão de celebridades (Zico, Emerson Fittipaldi, Rubens Barrichello), ativações em estádios de futebol, corridas de rua e autódromos, além de palestras informativas, intervenções em eventos populares e pedágios nas estradas.
Ainda sobre as comemorações da semana, nos idos de 29 e 30 de novembro do ano de 2016, a no âmbito das Forças Armadas, a Unidade Militar Base Naval do Rio de Janeiro (BNRJ), sediada na cidade de Niterói, RJ, realizou um ciclo de palestras relativas a 1ª Semana do Homem em que exaltava o tema do Novembro Azul, posto que é uma campanha de conscientização realizada por diversas entidades, sejam elas públicas ou privadas, com o fito de conscientização a respeito de doenças masculinas, com vistas a diminuição do preconceito masculino e com ênfase na prevenção e no diagnóstico precoce do câncer de próstata. Sobre o assunto, o público presente, na maioria homens militares das Forças Armadas Brasileiras, pôde assistir a palestra ministrada sobre “Câncer de Próstata”, proferida pelo Médico Vitor Menezes Marques e sobre a “Lei Maria da Penhas e suas implicações”, proferida pelo jurista Adolfo Moisés Vieira da Rocha. "Com isso a BNRJ não somente estimula uma mudança comportamental, como também propicia uma melhoria na qualidade de vida dos militares da Base da nossa Esquadra".

### Adesão
Apesar do apoio de várias entidades não governamentais, o movimento, em especial no seu aspecto relacionado ao câncer de próstata, é repudiado pelo (MSB) ministério da Saúde brasileiro e pelo Instituto Nacional do Câncer (INCA), devido à ausência de indicações científicas para a realização do rastreio. Outras entidades que se colocam contra esta atividade são a Sociedade Brasileira de Medicina de Família e Comunidade (SBMFC), o United States Preventive Services Task Force, o Canadian Task Force on Preventive Health Care e o United Kingdom National Screening Comittee.